# North Little Rock
North Little Rock é uma cidade localizada no estado americano do Arkansas, no condado de Pulaski.

## Geografia
De acordo com o Departamento do Censo dos Estados Unidos, a cidade tem uma área de 143,7 km², dos quais 135,5 km² estão cobertos por terra e 8,2 km² por água.

### Localidades na vizinhança
O diagrama seguinte representa as localidades num raio de 16 km ao redor de North Little Rock.

## Demografia
Segundo o censo nacional de 2010, a sua população é de 62 304 habitantes e sua densidade populacional é de 433 hab/km².

## Famosos nascidos em North Little Rock
Jeremy Davis da banda Paramore

## Marcos históricos
A relação a seguir lista as 59 entradas do Registro Nacional de Lugares Históricos em North Little Rock. O primeiro marco foi designado em 4 de setembro de 1974 e o mais recente em 12 de maio de 2021. Aqueles marcados com ‡ também são um Marco Histórico Nacional.
- Amboy Overpass
- Argenta Historic District
- ARKANSAS II (riverboat)
- Bailey Allinder House
- Baker House
- Barney L. Elias House
- Barth-Hempfling House
- Carl Bailey Company Building
- Cherry House
- Cherry-Luter Estate
- Crestview Park
- Dr. Charles H. Kennedy House
- Duffy House
- E. O. Manees House
- East End Methodist Episcopal Church
- Edgemere Street Bridge
- Engelberger House
- Faucette Building
- First Presbyterian Church Manse
- Fort Logan H. Roots Military Post
- George D.D. Huie Grocery Store Building
- Hodge-Cook House
- Howell-Garner-Monfee House
- Immaculate Heart of Mary Church
- Irvin and Elizabeth Daniel House
- James Peter Faucette House
- Jeffries House
- Joseph E. Jr. England House
- K. C. Baking Powder Building
- Kleiber House
- Lake No. 1 Bridge
- Lakeshore Drive Bridge
- Lakewood Park
- Lloyd England Hall
- Locust Street Overpass
- Matthews House
- Matthews Justin Jr. House
- Matthews-Bradshaw House
- Matthews-Bryan House
- Matthews-Dillon House
- Matthews-Godt House
- Matthews-MacFadyen House
- North Little Rock City Hall
- North Little Rock High School
- North Little Rock Post Office
- North Little Rock Veterans Administration Hospital Historic District
- Old Central Fire Station
- Owings House
- Park Hill Fire Station and Water Company Complex
- Pruniski House
- Rapillard House
- Robert and Marion Millett House No. 1
- Rock Island-Argenta Depot
- St. Joseph's Home
- T. R. Pugh Memorial Park
- USS HOGA YT-146 (formerly CITY OF OAKLAND)‡
- USS RAZORBACK (SS-394)
- Walter Vestal House
- Waterside Street Bridge